# Pedro Agramunt
Pedro Agramunt Font de Mora (ur. 12 września 1951 w Walencji, zm. 25 listopada 2024 tamże) – hiszpański polityk, prawnik i działacz gospodarczy, parlamentarzysta, od 2016 do 2017 przewodniczący Zgromadzenia Parlamentarnego Rady Europy.

## Życiorys
W 1974 ukończył studia prawnicze na Uniwersytecie w Walencji, kształcił się także w zakresie zarządzania w IESE Business School (1980). W 1975 uzyskał uprawnienia adwokata, zajmował także stanowiska kierownicze w przedsiębiorstwach z branży tekstylnej. Podjął działalność w organizacjach gospodarczych, kierował kilkoma zrzeszeniami przedsiębiorców na poziomie regionu i wspólnoty autonomicznej.
Został działaczem Partii Ludowej, od 1990 do 1993 kierował jej strukturami we wspólnocie autonomicznej Walencji. W latach 1989–1991 zasiadał w Kongresie Deputowanych IV kadencji, następnie do 1996 był członkiem Corts Valencianes, parlamentu wspólnoty autonomicznej Walencji. W 1993, 1996, 2004, 2008, 2011, 2015 i 2016 wybierany do Senatu. Od 2000 reprezentował Hiszpanię w Zgromadzeniu Parlamentarnym Rady Europy, od 2013 do 2016 kierując frakcją Europejskiej Partii Ludowej. 
25 stycznia 2016 w ramach porozumienia głównych frakcji objął funkcję przewodniczącego Zgromadzenia na dwuletnią kadencję. Podczas pełnienia stanowiska pojawiały się wobec niego zarzuty o sprzyjanie autorytarnym władzom w Azerbejdżanie i Syrii oraz poglądy prorosyjskie. Zrezygnował z funkcji 6 października 2017 z powodów osobistych po tym, jak wysunięto wobec niego zarzuty o tuszowanie naruszeń praw człowieka w Azerbejdżanie w zamian za korzyści majątkowe. Tymczasowo zastąpił go Brytyjczyk Roger Gale.

## Życie prywatne
Od 1979 był żonaty z Carmen Sáez-Merino Martínez, miał dwoje dzieci.